# 松浦三佳
松浦 三佳（まつうら みか、1990年5月5日 - ）は、日本のグラビアアイドル。京都府出身

## 作品

### DVD
・ファインモーション〜Eカップの気持ち〜（2013/11/23 発売）
・シャイニーガール（2014/4/25 発売）

### 出演

#### テレビ
- フジテレビ「カスペ！」

- KTV「ジャルやるっ！」
- KTV「どっキング48」
- ABC「ビーバップ！ハイヒール」
- YTV「マヨブラジオ」

#### 新聞
- 「3万円で一撃！女ヒットマン」」サンケイスポーツ

#### 雑誌
- 「エンジョイマックス」